# Phoenicocoris obscurellus
Phoenicocoris obscurellus är en insektsart som först beskrevs av Carl Fredrik Fallén 1829.  Phoenicocoris obscurellus ingår i släktet Phoenicocoris och familjen ängsskinnbaggar. Arten är reproducerande i Sverige. Inga underarter finns listade i Catalogue of Life.

## Bildgalleri

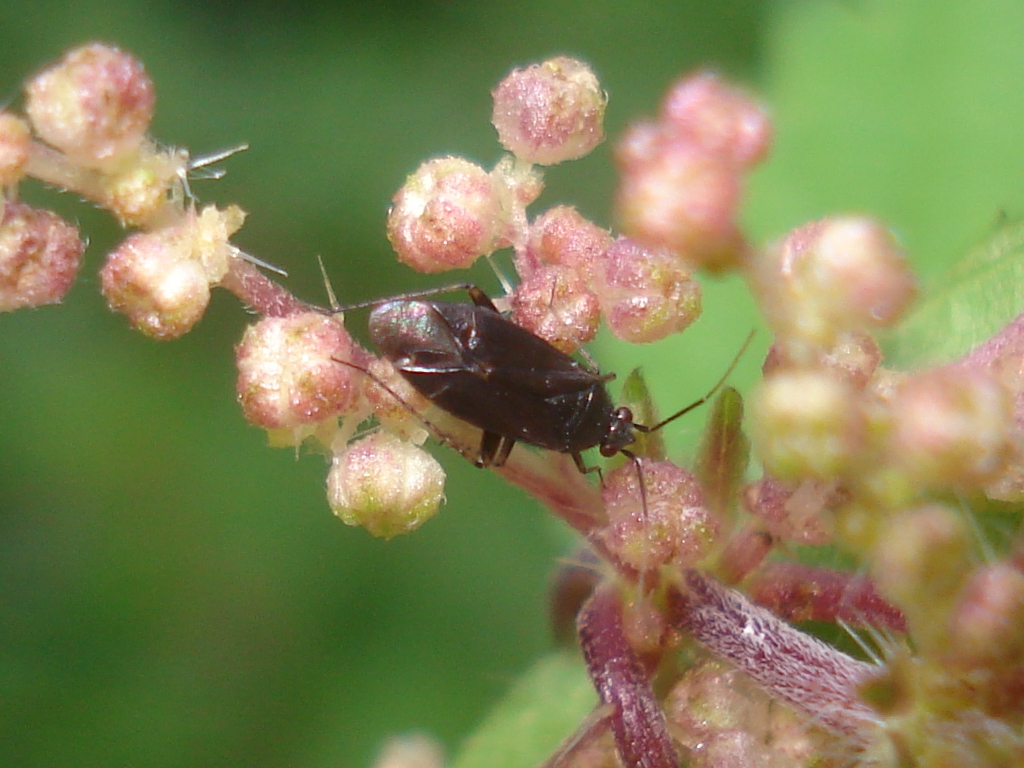